# 國立新竹高級中學校友列表

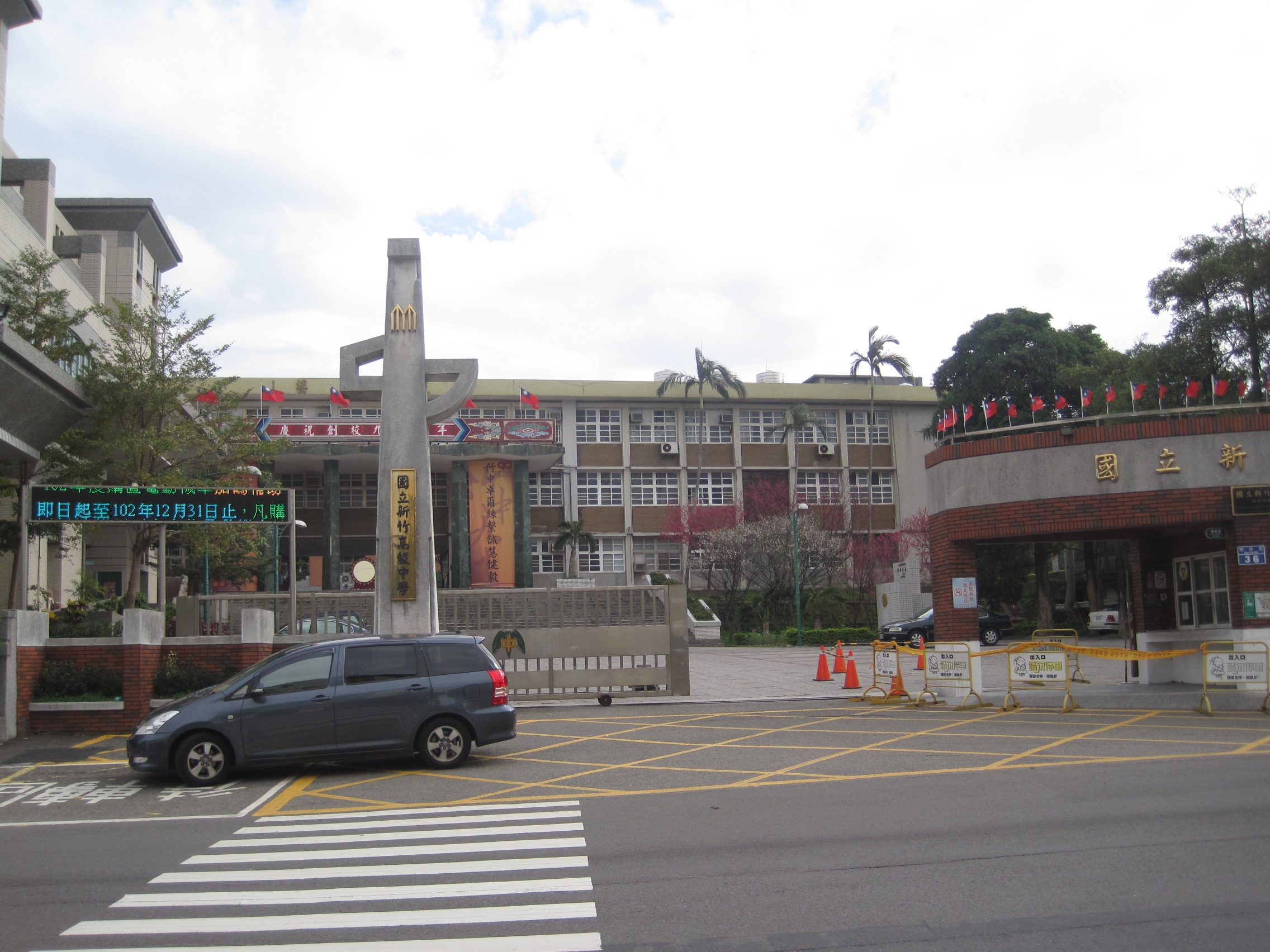
國立新竹高級中學

此表紀錄畢業自國立新竹高級中學之各領域知名人物，本表採姓氏筆畫排序（由寡至多）。

## 學術界
- 王克陸：前國立交通大學財金所所長。
- 江博明：中央研究院院士（2012）。曾任中央研究院地球科學研究所所長（2004—2008），現任國立台灣大學地質系特聘講座教授（2002—迄今）。
- 江曉東：電機電子工程師學會會士（1997），美國康乃爾大學電機與計算機工程學系教授。
- 何晉瑋：私立逢甲大學EMBA執行長
- 吳文傑：國立政治大學財政學系教授，長期獲得特優教師之殊榮。
- 吳　庚：國立臺灣大學政治系教授，司法院大法官（1995—2003）。
- 吳建福：中央研究院院士（2000），美國國家工程院院士（2004）。
- 吳泰熙：曾任國立臺北大學研發長、國際長、商學院院長、財務副校長、學術副校長，現任國立臺北大學企管系特聘教授。
- 呂溪木：國立臺灣師範大學校長（1993—1999）。
- 宋瑞樓：中央研究院院士（1982）。
- 李遠川：中央研究院院士（1994），美國約翰霍普金斯大學教授。
- 李遠哲：1986年諾貝爾化學獎得主，1986年美國國家科學獎章得主。美國人文與科學院院士（1975），美國國家科學院院士（1979），中央研究院院士（1980）。曾任中央研究院院長（1994—2006）、國際科學理事會會長（2011—2014）。
- 李遠欽：森林學家，曾任行政院農業委員會林業處處長，行政院農業委員會副處長。
- 李遠鵬：中央研究院院士（2008）。曾任國立清華大學化學系教授（1985—2004），現任國立交通大學應用化學系教授。
- 李德紘：2002年 MIT TR100（年100位世界傑出青年）得主，新加坡國立大學土木暨環境工程學系教授（1999—迄今），新加坡工程院院士（2017）。
- 李歐梵：中央研究院院士（2002），現任香港中文大學教授。
- 周廷潮：生物學家與癌症藥物學家，康乃爾大學教授，中國醫學科學院名譽教授。
- 林本堅：中央研究院院士（2014），美國國家工程院院士，現任台積電研發副總經理。
- 林明璋：中央研究院院士（2000），美國埃默里大學教授，國立交通大學講座教授。
- 林建昌：2006年美國核能學會特殊貢獻獎，國立清華大學客座講座。
- 武東星：現任國立暨南國際大學校長（2021—迄今）。
- 邱義源：現任國立嘉義大學校長（2012—2018）。
- 金重勳：曾任國立聯合大學校長（2001—2014）。
- 洪鎌德：國立陽明交通大學終身講座教授，政治社會學家。
- 孫以瀚：中央研究院分子生物研究所研究員，曾任國科會副主委。
- 徐志平：曾任國立嘉義大學人文藝術學院院長。
- 馬哲儒：曾任國立成功大學校長（1988—1994）。
- 張系國：電機電子工程師學會會士（1986），美國匹玆堡大學電腦科學系教授，著名科幻作家。
- 張鈿富：曾任暨南大學人文學院院長，現任淡江大學教授。
- 莊紹勳：美國伊利諾大學香檳校區電機工程博士。電機電子工程師學會會士（2005），曾任美國史丹佛大學、加州大學客座教授及講學, 國立交通大學 終身講座教授, 曾任國立交通大學 國際長, 頂大計畫執行長。介質熔絲(Dielectric Fuse)理論、單電晶體電阻式快閃記憶體發明人。
- 許炳堅：電機電子工程師學會會士（1996），曾任美國南加州大學電機系教授，台積電研發處長。
- 郭振華：現任國立臺灣大學工程科學與海洋工程學系教授、國家運輸安全調查委員會專任委員、中華民國文化部水下文化資產調查小組及水下文化資產審議委員。
- 郭欽義：曾任美國克里夫蘭州立大學（Cleveland State University）副校長。
- 陳力俊：中央研究院院士（2006），曾任國立清華大學校長（2009—2014）。現任臺灣聯合大學系統系統主席（2020—）。
- 陳仁智：國立交通大學教授。
- 陳文洲：大華科技大學校長（2000—2008）。
- 陳文華：前國立清華大學副校長，現任國家實驗研究院院長。
- 陳志祥：現任銘傳大學財經法律系助理教授、北京大學教授，台北市救地球委員會主任委員，哈佛大學訪問學者。
- 陳國川：國立台灣師範大學文學院院長。
- 麥富德：台北醫學院教授。
- 傅偉勳：哲學家，被譽為「台灣生死學之父」。美國天普大學教授。
- 彭旭明：中央研究院院士（1998）。曾任中央研究院副院長（2011-2014），現任國立台灣大學化學系教授（1976—迄今）。
- 彭作奎：曾任行政院農業委員會主委（1997—1999），國立中興大學校長（2000—2001），環球技術學院校長（2002—2003），中州技術學院校長（2007—2010）。
- 彭宗平：元智大學校長（2005—2012）。
- 彭承業：為大不列顛及北愛爾蘭聯合王國著名人類學家。
- 彭明輝：國立清華大學動力機械學系榮譽退休教授，作家。
- 彭培根：北京清華大學教授（1982—迄今），大地建築事務所（國際）董事長，第一位得到中國國家一級註冊建築師的外籍人士（1996）。
- 湯廷池：台灣語言學家，歷任台灣師範大學、輔仁大學、國立清華大學和元智大學等校教授，創辦國立清華大學語言學研究所。
- 黃文樞：國立東華大學校長（2000—2012）。
- 黃　鍔：美國國家工程院院士（2000），中央研究院院士（2004）。
- 楊永良：國立交通大學教授。
- 楊能舒：現任國立雲林科技大學校長（2017—迄今）。
- 溫明忠：曾任國立臺灣師範大學公關室主任、公民教育與活動領導學系系主任，現為國立臺灣師範大學公民教育與活動領導學系教授。
- 詹迺立：國立台灣大學生物化學暨分子生物研究所教授 (2007—迄今）。
- 廖運範：中央研究院院士（2000）。
- 劉國平：中央研究院院士（2004）。國立台灣大學物理學系特聘講座教授（2010—迄今），中央研究院原子與分子科學研究所研究員（1993—迄今）。
- 劉得任：玄奘大學第7、第8任校長（2013年—2017年）。
- 劉湘川：台中師範學院校長（1994—2000）。
- 蔡清彥：第16屆校友，中央氣象局前局長，民航局前局長，國科會前副主委，行政院前政務委員，工業技術研究院前董事長。
- 鄭伯昆：國立台灣大學物理學系教授，曾任該系系主任。
- 鄭武東：電機電子工程師學會會士（2000）。
- 鄭欽仁：曾任國立台灣大學歷史學系教授，總統府國策顧問。現任國立台灣大學名譽教授，新台灣國策智庫顧問。最先提出「台灣命運共同體」、「台灣優先」理論。
- 顏加輝：電機電子工程師學會會士（2000），美國賓州州立大學資訊科學系教授。
- 魏志平：國立台灣大學資管系教授，現任中華民國科技部管理二學門召集人，曾任國立台灣大學資管系系主任。
- 魏啟林：曾任行政院秘書長，土地銀行董事長。現任國立台灣大學商學研究所教授，國票金控董事長。
- 陳俊翰 (律師)：克服罕病，律師高考第一名及格，研究罕病及身心障礙人權法規。

## 醫學界
- 古鳴洲：彰化秀傳紀念醫院院長。
- 江萬煊：前台大醫院副院長，台北醫學大學附設醫院首任院長。
- 何智達：美國前總統卡特家庭醫師。
- 吳傳壽：高雄市「吳傳壽整型外科」院長。
- 沈銘鏡：一生奉獻於血友病治療，被尊為台灣血友病之父。
- 胡水旺：台北醫學院(現台北醫學大學)創辦人。
- 胡煒明：台北市立忠孝醫院院長。
- 柯文哲：前國立台灣大學醫學系教授，前台大醫院創傷醫學部主任。引進葉克膜。
- 范正雄：美國腦神經及神經科醫生，台大醫學系畢業後赴美，范正雄醫師1976年起即在含德市海岸醫院(Bayshore Community Hospital)服務，擔任過腦電圖(EEG)和肌動電圖(EMG)實驗室醫學主管。2001年，獲頒海岸醫院年度醫師獎。並兼任羅伯屋詹森醫學院 (UMDNJ)神經科教授。紐約Mount Sinai醫學院神經科臨床教授等職務。
- 徐榮源：台北慈濟醫院肝膽腸胃科主治醫師、台北慈濟醫院副院長。
- 屠乃方：金門醫院院長。
- 莊錦豪：高雄長庚醫院代理院長（2015—迄今）。
- 陳文鍾：羅東醫院院長（2013—迄今），台大醫院主治醫生；前衛生署桃園醫院院長，前衛生署新竹醫院院長。
- 陳郁賢：國軍新竹醫院院長。
- 陳榮基：前台大醫院副院長，前恩主公醫院院長。
- 傅祖慶：前台大醫學院生理研究所所長。
- 曾楨皓：中山醫學大學醫學院院長。
- 黃崑巖：成大醫學院創院院長。
- 楊思標：第七任台大醫學院院長。
- 楊益元：署立宜蘭醫院院長。
- 廖運範：前長庚醫院肝膽科主任，現半退休門診。中研院院士。國際肝膽科權威。
- 劉肇芳：苗栗縣銅鑼鄉重光診所創辦人，並為翻譯家劉慕沙之父，作家朱天文、朱天心、朱天衣之外公。
- 簡聰健：衛生署台南醫院院長，前衛生署新竹醫院院長。
- 陳持平：台北馬偕紀念醫院婦產部主治醫師，前馬偕紀念醫院總院副院長，國際產前遺傳診斷權威，第二十九屆（2019）醫療奉獻獎得主。

## 國防軍事界
- 小倉謙（日语：小倉謙 (警察官僚)）：曾任警視總監（東京都警察首長），任內負責偵辦日本社會黨主席淺沼稻次郎暗殺事件。（州立新竹中學校）
- 朱玉書：中華民國陸軍中將，曾任副參謀總長、陸軍副司令、陸軍六軍團指揮官、國防部長高華柱辦公室主任、陸軍步兵學校校長、陸軍金門防衛指揮部參謀長、陸軍步兵第158旅旅長、陸軍步兵第157旅旅長。
- 張元彬：中華民國空軍中將，曾任國防部軍備局副局長、中正理工學院院長、中科院院長。曾參與中興號教練機、中型運輸機、自強號噴射教練機及經國號戰機等設計。榮獲中國工程師學會十大傑出工程師(1993)。
- 鐘國文：現任臺灣警察專科學校校長。

## 企業界
- 伍必翔：必翔實業董事長，專營電動汽車、電動代步車、磷酸鋰鐵電池等產品。
- 朱順一：合勤科技董事長。
- 何煖軒：曾任交通部臺灣區國道高速公路局局長、交通部高速鐵路工程局局長、交通部常務次長、桃園捷運公司董事長、中華航空董事長、仰德集團總顧問。
- 吳東興：新光三越百貨董事長。
- 吳錦城：美國Acopia Networks董事長。
- 杜憶民：智邦科技總經理。
- 周仁海：愛因斯坦人工智慧創辦人與執行長、2020年中華民國十大傑出青年。
- 林清和：暐順營造董事長。
- 邱羅火：富鑫創業投資集團創辦人兼執行長，相關多家公司董事長、總經理。
- 柯志昇：資訊工業策進會執行長。
- 范揚松：大人物管理顧問公司總經理、金台灣出版公司發行人兼社長。
- 孫以濬：曾任鼎漢國際工程顧問公司董事長（2007—2014）、台北捷運公司總經理（2015），現任鼎漢國際工程顧問公司執行董事（2014—迄今）。
- 徐義雄：前中央銀行副總裁。
- 張維棟：創新科存儲技術臺灣區總經理、恩寶德照明科技總經理。
- 許振乾：新竹著名士紳，新竹客運創辦人。
- 陳秋銘：惠普公司大中華採購處總經理、金像電子副董事長暨執行長。
- 彭以豪：豪勉科技董事長。
- 曾春兆：主人翁心算創辦人，榮登世界名人錄、世界華人英才錄。
- 黃大可：奇祁科技董事長、醫百科技董事長，專營醫療器材。
- 黃正尚：廣化科技總經理，專營半導體製造設備。
- 黃培坤：臺灣摩托羅拉董事長。
- 葉榮嘉：志嘉建設創辦人暨董事長。
- 詹尙德：德欣創投董事長。
- 賈堅一：建華商業銀行執行副總經理兼業務部經理。
- 劉鎮崇：環宇廣播董事長。
- 潘文炎：曾任中國石油公司（現台灣中油）總經理、國光電力公司董事長，現任昱晶能源科技董事長。
- 潘文輝：昱晶能源科技總經理，專營太陽能電池。
- 駱龍圖：台灣超能源總經理。
- 鍾甦生：曾任中國輸出入銀行總經理、華僑商業銀行董事長、臺灣中小企業銀行董事長。
- 藍植圭：美國電腦銷售店PC CLUB創辦人。
- 羅祥安：前捷安特執行長。

## 文學界
- 朱真一：醫師作家，曾獲「賴和紀念特別獎」，有《早期留學歐美的臺灣醫界人士》、《從醫界看早期臺灣與歐美的交流》、《看臺灣文學寫臺美人文學》、《臺灣熱帶醫學人物》等文史著作。曾任職聖路易大學及 Glennon 樞機主教兒童醫院小兒科，2006年8月退休擔任名譽教授。
- 苦　苓：本名王裕仁，著名作家。
- 張系國：科幻作家。電機電子工程師學會會士（1986），美國匹玆堡大學 (University of Pittsburgh) 電腦科學系教授。
- 鄭愁予：本名鄭文韜，著名作家，鄭成功十五代裔孫。

## 音樂界
- 王良行：指揮家。
- 江振豪：指揮家，推動國樂創新，代表作為當金蓮成熟時配樂，現任台北市立國樂團副指揮[1]。
- 李泰康：指揮家。
- 沈明尚：低音管演奏家。曾任新竹高中管樂社指揮，另於國立交通大學管樂社以及新竹地區多所中、小學管樂團擔任指揮工作，此外亦是台北市民管樂團常任指揮（2001—2009）。
- 林韡函：指揮家，現任美國辛辛那提管弦樂團助理指揮[2]。
- 段富軒（段志偉）：低音號演奏家，曾擔任新竹高中管樂社指揮、新竹市青少年管樂團指揮，現任教於中國文化大學等校。
- 候宇彪：指揮家。
- 徐子儀：低音號演奏家，留學聖彼得堡，現擔任多所學校之管樂團指揮。
- 徐頌仁：指揮家、亦是鋼琴家、作曲家，曾任國立臺北藝術大學音樂系主任[3]。
- 張　浩：長笛演奏家、指揮家，實踐大學音樂系教授。
- 張源隈：物理教師，新竹聯合補習班創辦人。曾長期兼任竹中管樂隊指揮，亦是一位法國號演奏家。
- 陳仁智：音樂家，現任教於多所國、中小學，擔任合奏指導。
- 陳景乾：新竹高商管樂社指揮。
- 彭建翔：長笛演奏家。
- 黃大城：校園民歌歌手，第二屆金韻獎（1978）優勝歌手。
- 楊良平：指揮家。
- 楊榮祥：指揮家。
- 楊錦聰：作曲家，「風潮音樂」創辦人。
- 葉柏岑：打擊樂教師。
- 廖崇吉：低音管演奏家，曾任職於台北市立交響樂團（首席低音管）。
- 錢善華：男高音演唱家、作曲家、民族音樂學者、合唱指揮、樂理家[4]。曾任國立臺灣師範大學音樂學院院長，現任國立臺灣師範大學音樂系教授、民族音樂研究所教授。
- 薛映東：男高音演唱家。國立臺灣師範大學音樂系聲樂組專任教授。

## 影視與演藝界
- 王　童：導演，曾導過《香蕉天堂》、《無言的山丘》等。
- 朱延平：喜劇電影導演，當紅於上世紀末八〇與九〇年代，曾執導過《七匹狼》《異域》《烏龍院》等賣座商業電影。《功夫灌籃》為近年賣座電影。
- 江老師：音樂班畢業，音樂型YouTuber。
- 阮鐳宇：華人攝影師，作品常帶有折衷主義、越軌社會學以及沉默的螺旋等社會批判色彩，風格深受魔鞭影響。
- 林祐正（藝名：林古月）：民視節目《水「胡」在哪兒！》主持人（2001停播）
- 林靖哲：資訊科技型Youtuber（藝名Linzin 阿哲）。
- 林摶秋：電影製片家、導演、劇作家。所編劇的「閹雞」為其代表作之一。
- 胡文輝：自由時報總編輯 （2013－），曾任自由時報總主筆、聯合晚報政治組組長、中央社。
- 范凌嘉：曾任聯合晚報總編輯、現任聯合報總編輯。
- 徐維均：樂團「傻子與白痴」鼓手。
- 高光勃：曾在美國亞洲電視、北美電視、和美國 KSCI 電視台，製作並主持電視新聞、娛樂、體育、和脱口秀節目長達 18 年。主持節目《公民入籍美國夢》獲得美國電視艾美奬（1997）。
- 張志祺：圖文不符、志祺七七共同創辦人，時事評論型YouTuber。
- 陳孝銜：電競選手（英雄聯盟）。先前於HKA職業戰隊擔任先發中路，於AHQ職業戰隊擔任替補上路。現於CFO職業戰隊擔任先發中路。（M1ssion）
- 陳國祥：曾任中時晚報社長、自立晚報總編輯、中國時報總編輯，現任中央通訊社董事長。
- 項國寧：曾任聯合晚報總編輯、聯合報總編輯、民生報社長、聯合晚報社長，現任聯合報事業處社長。
- 劉家昌：作曲家、電影導演及演員，當中以華語流行樂曲成就最為顯赫，曾提拔多位藝人，被譽為二十世紀台灣樂壇教父。獲第11屆金馬獎（1973）、第13屆金馬獎（1976）、第12屆金曲獎（2001）。
- 劉家凱：新竹高中熱門音樂社創社社長，流行樂團蘇打綠電吉他手。
- 蔡詩萍：作家，節目主持人，聯合晚報總主筆。主持 POP Radio《POP 大國民》獲第52屆金鐘獎（2017）教育文化節目主持人獎。
- 蔡維澤：樂團「傻子與白痴」主唱兼貝斯手，大陸實境選秀節目《明日之子 第二季》冠軍。
- 藍亦明：Youtube頻道HowFun的前員工。
- 普通女子孫女：Youtube頻道普通女子孫女的主持人(新竹高中語文資優班，2007年起停招女生，2016年語資班停招)
- 王鍾錡：樂團美秀集團、BEYOND CURE鼓手

## 政治界
- 宋國鼎：曾任苗栗縣議員。
- ：曾任新竹縣議員（2014－2017），現任民進黨發言人。
- 周威佑：現任臺北市議員（2002－迄今）。
- 林為恭：前苗栗縣縣長（1960－1968）。
- 林濁水：原名林宗耀，前立法委員（1993－2006），戒嚴時期黨外運動人士，民主進步黨元老，有「台獨理論大師」之稱。
- 姚棋輝：前新竹市市長（1964－1968）。
- 施性忠：前新竹市市長（1982－1983，1983－1985）。
- 柯文哲：前台北市市長（2014－2022）。國立台灣大學醫學系教授，台大醫院創傷醫學部主任。台灣民眾黨主席。
- 柯建銘：立法委員（1993－迄今），民主進步黨代理主席（2004－2005，2011），民主進步黨立法院黨團總召集人（2010－迄今）。
- 范光群：曾任總統府國策顧問（2000－2001），台灣省主席（2002－2004），代理花蓮縣縣長（2003）。
- 范振宗：前新竹縣縣長（1989－1997）。
- 徐定禎：前任頭份市市長，苗栗縣長選舉二度參選者。
- 張芳燮：前桃園縣縣長（1957－1960）。
- 許明財：前新竹市市長（2009－2014）。
- 許信良：前桃園縣縣長（1977－1979），民主進步黨黨主席（1992－1993，1996－1998），總統府資政（2000－2002）。
- 郭冠英：曾任行政院新聞局駐多倫多台北經濟文化代表處新聞組長，晚年因屢次發表辱台之不當言論備受非議。
- 傅忠雄：曾任中國國民黨中央委員會中央評議委員、組工會總幹事、台灣省黨部書記長，中國國民黨台中、彰化、高雄、苗栗、桃園縣黨部主委。
- 彭紹瑾：前立法委員（1996－2002，2005－2008，2010－2012），現任公平交易委員會副主委。
- 黃益中：政治評論員，推廣公民教育與人權理念。
- 曾有田：曾任台灣高等法院院長，司法院大法官（2003－2007）。
- 童仲彥：曾任台北市議員。研究推動性產業相關政策。
- 黃文雄：1970年美國紐約市「四二四刺殺蔣經國案」的主角。現任台灣人權促進會顧問、財團法人台灣促進和平文教基金會董事長，於2012年獲選政大傑出校友。
- 楊子葆：前新竹市副市長，國際合作發展基金會秘書長。
- 廖宏祥：台灣團結聯盟新竹市黨部主委。
- 熊光華：曾任台北市政府消防局局長（2002－2006，2007－2010），中國國民黨高雄市黨部主任委員（2011－2014），總統府副秘書長（2014－2016）。
- 劉崇顯：現任新竹市議員。
- 蔣孝嚴：曾任外交部部長（1996－1997），行政院副院長（1997），總統府秘書長（1999），立法委員（2002－2012），中國國民黨副主席（2008－2014）。
- 鄭正鈐：新竹市選區立法委員（2020－迄今）。曾任新竹市議員（2002－2020）。[5]
- 鄭宏輝：前新竹市議員。[5]
- 鄭朝方：現任竹北市市長。電視及廣播節目主持人，創作歌手。第47屆金鐘獎（2012）非流行音樂節目獎得主。現任民主進步黨發言人及中央黨部客家事務部主任（2016－迄今）。
- 賴順生：前苗栗縣縣長（1951－1954）。
- 鍾東錦：現任苗栗縣縣長，打架退學。
- 羅文熾：現任新竹市議員。

## 體育界
- 成力煥：籃球員，現任台新福爾摩沙夢想家前鋒，曾任中華男籃國手。